# Богуславська міська рада
Богусла́вська міська́ ра́да — адміністративно-територіальна одиниця та орган місцевого самоврядування у Богуславському районі Київської області. Адміністративний центр — місто Богуслав.

## Загальні відомості
- Територія ради: 71 км²
- Населення ради: 16 698 осіб (станом на 2015 рік)[1]
- Територією ради протікає річка Рось

## Населені пункти
Міській раді підпорядковані населені пункти:
- м. Богуслав

## Склад ради
Рада складається з 36 депутатів та голови.
- Голова ради: Дяченко Вячеслав Михайлович
- Секретар ради: Литвин Володимир Анатолійович

### Керівний склад попередніх скликань
| Прізвище, ім'я, по батькові | Основні відомості                                                       | Дата обрання | Дата звільнення |
| --------------------------- | ----------------------------------------------------------------------- | ------------ | --------------- |
| Никоненко Ігор Михайлович   | Міський голова, 1958 року народження, безпартійний                      | 26.03.2006   | 31.10.2010      |
| Дяченко Вячеслав Михайлович | Міський голова, 1964 року народження, освіта вища, член Партії регіонів | 31.10.2010   |                 |

Примітка: таблиця складена за даними сайту Верховної Ради України

### Депутати
За результатами місцевих виборів 2010 року депутатами ради стали:

#### За суб'єктами висування
| Суб'єкт висування                                                                    | Кількість обраних депутатів | %    |
| ------------------------------------------------------------------------------------ | --------------------------- | ---- |
| Партія регіонів                                                                      | 17                          | 47,2 |
| Партія промисловців і підприємців України                                            | 5                           | 13,9 |
| Політична партія «Сильна Україна»                                                    | 5                           | 13,9 |
| Політична партія «УДАР (Український Демократичний Альянс за Реформи) Віталія Кличка» | 4                           | 11,1 |
| Політична партія «Фронт Змін»                                                        | 2                           | 5,6  |
| Громадянська партія «Пора»                                                           | 1                           | 2,8  |
| Політична партія Всеукраїнське об'єднання «Батьківщина»                              | 1                           | 2,8  |
| Політична партія Всеукраїнське об'єднання «Свобода»                                  | 1                           | 2,8  |

#### За округами
| № округу                                                                             | Прізвище, ім'я, по батькові          | Дата визнання обраним | Освіта  | Партійна приналежність                                                                     | Відомості про обраного депутата |
| ------------------------------------------------------------------------------------ | ------------------------------------ | --------------------- | ------- | ------------------------------------------------------------------------------------------ | --- |
| Громадянська партія «ПОРА»                                                           |                                      |                       |         |                                                                                            | |
| 18                                                                                   | Совершенний Сергій Іванович          | 03.11.2010            | вища    | член Громадянської партії «ПОРА»                                                           | тимчасово не працює |
| Партія промисловців і підприємців України                                            |                                      |                       |         |                                                                                            | |
| б/м                                                                                  | Тимофієв Олександр Анатолійович      | 03.11.2010            | вища    | член Партії промисловців і підприємців України                                             | приватний підприємець |
| б/м                                                                                  | Бондаренко Лариса Володимирівна      | 03.11.2010            | вища    | член Партії промисловців і підприємців України                                             | Богуславське відділення ПАТ КБ «Приват Банк», заступник керівника відділення                                                                             |
| 3                                                                                    | Ведмеденко Олексій Іванович          | 03.11.2010            | вища    | позапартійний                                                                              | пенсіонер |
| 13                                                                                   | Литвин Володимир Анатолійович        | 03.11.2010            | вища    | позапартійний                                                                              | Богуславська спеціалізована школа № 1, вчитель |
| 17                                                                                   | Унгурян Сергій Іванович              | 03.11.2010            | вища    | член Партії промисловців і підприємців України                                             | Богуславська ЦРЛ, завідувач хірургічного відділення |
| Партія регіонів                                                                      |                                      |                       |         |                                                                                            | |
| б/м                                                                                  | Куценко Тетяна Володимирівна         | 03.11.2010            | вища    | член Партії регіонів                                                                       | Богуславський районний будинок культури, директор |
| б/м                                                                                  | Лисогор Володимир Арсентійович       | 03.11.2010            | вища    | член Партії регіонів                                                                       | Управління Держкомзему в Богуславському районі, начальник                                                                                                |
| б/м                                                                                  | Голінко Олег Петрович                | 03.11.2010            | вища    | член Партії регіонів                                                                       | фізична особа-підприємець |
| б/м                                                                                  | Лазоренко Олексій Миколайович        | 03.11.2010            | вища    | позапартійний                                                                              | Богуславська ЦРЛ, завідувач отоларингологічного відділення                                                                                               |
| б/м                                                                                  | Попченко Олександр Вікторович        | 03.11.2010            | вища    | член Партії регіонів                                                                       | пенсіонер |
| б/м                                                                                  | Струць Тетяна Дорошівна              | 03.11.2010            | вища    | член Партії регіонів                                                                       | ТОВ спільне підприємство «Агропроінвест», головний бухгалтер                                                                                             |
| б/м                                                                                  | Бондаренко Михайло Олександрович     | 03.11.2010            | вища    | позапартійний                                                                              | Богуславська ЦРЛ, завідувач неврологічного відділення, лікар невропатолог                                                                                |
| 1                                                                                    | Притула Юрій Васильович              | 03.11.2010            | вища    | позапартійний                                                                              | Богуславська міська рада, секретар |
| 2                                                                                    | Куценко Микола Володимирович         | 03.11.2010            | вища    | член Партії регіонів                                                                       | Богуславський районний будинок культури, охоронник |
| 7                                                                                    | Хоменко Василь Володимирович         | 03.11.2010            | вища    | член Партії регіонів                                                                       | тимчасово не працює |
| 8                                                                                    | Крижанівський Василь Анатолійович    | 03.11.2010            | вища    | позапартійний                                                                              | Богуславська РДА, начальник Відділу сім*ї та молоді |
| 9                                                                                    | Резніченко Світлана Олександрівна    | 03.11.2010            | вища    | член Партії регіонів                                                                       | ТОЗ ДОЗст «Чайка», директор |
| 10                                                                                   | Жукович Руслан Анатолійович          | 03.11.2010            | вища    | член Партії регіонів                                                                       | приватний підприємець |
| 11                                                                                   | Макарченко Віктор Федорович          | 03.11.2010            | вища    | член Партії регіонів                                                                       | МП «Гранд», директор |
| 12                                                                                   | Старенький Сергій Миколайович        | 03.11.2010            | вища    | член Партії регіонів                                                                       | Богуславське відділення виконавчої дирекції фонду соціального страхування нещасних випадків на виробництві та професійних захворювань України, начальник |
| 15                                                                                   | Хоменко Станіслав Володимирович      | 03.11.2010            | вища    | член Партії регіонів                                                                       | СГТОВ «Дружба», голова |
| 16                                                                                   | Пушенко Сергій Сергійович            | 03.11.2010            | вища    | член Партії регіонів                                                                       | тимчасово не працює |
| Політична партія Всеукраїнське об'єднання «Батьківщина»                              |                                      |                       |         |                                                                                            | |
| б/м                                                                                  | Сіданіч Ірина Леонідівна             | 03.11.2010            | вища    | член Всеукраїнського об'єднання «Батьківщина»                                              | Національний педагогічний університет ім. М. Драгоманова, викладач                                                                                       |
| Політична партія Всеукраїнське об'єднання «Свобода»                                  |                                      |                       |         |                                                                                            | |
| б/м                                                                                  | Роман Валентина Іванівна             | 03.11.2010            | середня | член Всеукраїнського об'єднання «Свобода»                                                  | пенсіонер |
| Політична партія «Сильна Україна»                                                    |                                      |                       |         |                                                                                            | |
| б/м                                                                                  | Гостіщев Олег Анатолійович           | 03.11.2010            | вища    | член Політичної партії «Сильна Україна»                                                    | тимчасово не працює |
| б/м                                                                                  | Кисляченко Марія Василівна           | 03.11.2010            | вища    | член Політичної партії «Сильна Україна»                                                    | Відділ освіти Богуславської РДА, методист |
| 4                                                                                    | Пиратінський Володимир Станиславович | 03.11.2010            | вища    | член Політичної партії «Сильна Україна»                                                    | КП «Богуславтепловодопостачання», майстер |
| 5                                                                                    | Каменський Микола Володимирович      | 03.11.2010            | вища    | позапартійний                                                                              | Богуславський гуманітарний коледж, викладач |
| 14                                                                                   | Чайка Іван Іванович                  | 03.11.2010            | вища    | член Політичної партії «Сильна Україна»                                                    | ФЕГ, майстер |
| Політична партія «УДАР (Український Демократичний Альянс за Реформи) Віталія Кличка» |                                      |                       |         |                                                                                            | |
| б/м                                                                                  | Олешко Юрій Васильович               | 03.11.2010            | вища    | член Політичної партії «УДАР (Український Демократичний Альянс за Реформи) Віталія Кличка» | приватний підприємець |
| б/м                                                                                  | Салата Ніна Іванівна                 | 03.11.2010            | вища    | член Політичної партії «УДАР (Український Демократичний Альянс за Реформи) Віталія Кличка» | Богуславська спеціалізована школа № 1 І-ІІІ ст., вчитель                                                                                                 |
| б/м                                                                                  | Чижевський Олександр Сергійович      | 03.11.2010            | вища    | член Політичної партії «УДАР (Український Демократичний Альянс за Реформи) Віталія Кличка» | Богуславський центр дитячої та юнацької творчості, керівник гуртка                                                                                       |
| 6                                                                                    | Коваленко Юрій Анатолійович          | 03.11.2010            | вища    | член Політичної партії «УДАР (Український Демократичний Альянс за Реформи) Віталія Кличка» | Богуславський гуманітарний коледж, викладач |
| Політична партія «Фронт Змін»                                                        |                                      |                       |         |                                                                                            | |
| б/м                                                                                  | Карпенко Аркадій Олексійович         | 03.11.2010            | середня | член Політичної партії «Фронт Змін»                                                        | приватний підприємець |
| б/м                                                                                  | Сторчеус Анатолій Володимирович      | 03.11.2010            | вища    | член Політичної партії «Фронт Змін»                                                        | ДНЗ «Богуславський ЦПТО», керівник фізичної культури |